# Teodora Raulena Paleologini
Raulena Teodora Paleologini (ur. ok. 1240, zm. 6 grudnia 1300) – córka Ireny Eulogii Paleologiny i Jana Kantakuzena. 

## Życiorys
Wszechstronnie wykształcona poświęciła się głównie filozofii.  Przeciwniczka unii lyońskiej wraz z matką została zesłana do twierdzy św. Jerzego w Nikomedii. Brała udział na synodzie w Adramyttion w 1284, na którym zerwano unię z kościołem katolickim. W latach 1285–1289 z jej inicjatywy zbudowano klasztor św. Andrzeja in Crisi w Konstantynopolu. Wymieniała rękopisy i prowadziła dyskusje z takimi uczonymi jak: Maksym Planudes, Nicefor Chumnos, Manuel Holobol.